# Paroligia undara
Paroligia undara là một loài bướm đêm trong họ Noctuidae.